# Кунув (Згожелецький повіт)
Кунув (пол. Kunów, нім. Kuhna) — село в Польщі, у гміні Згожелець Згожелецького повіту Нижньосілезького воєводства.
Населення — 225 осіб (2011).
У 1975-1998 роках село належало до Єленьогурського воєводства.

## Демографія
Демографічна структура станом на 31 березня 2011 року:
|          | Загалом | Допрацездатний вік | Працездатний вік | Постпрацездатний вік |
| -------- | ------- | ------------------ | ---------------- | -------------------- |
| Чоловіки | 104     | 17                 | 76               | 11                   |
| Жінки    | 121     | 17                 | 75               | 29                   |
| Разом    | 225     | 34                 | 151              | 40                   |

## Галерея

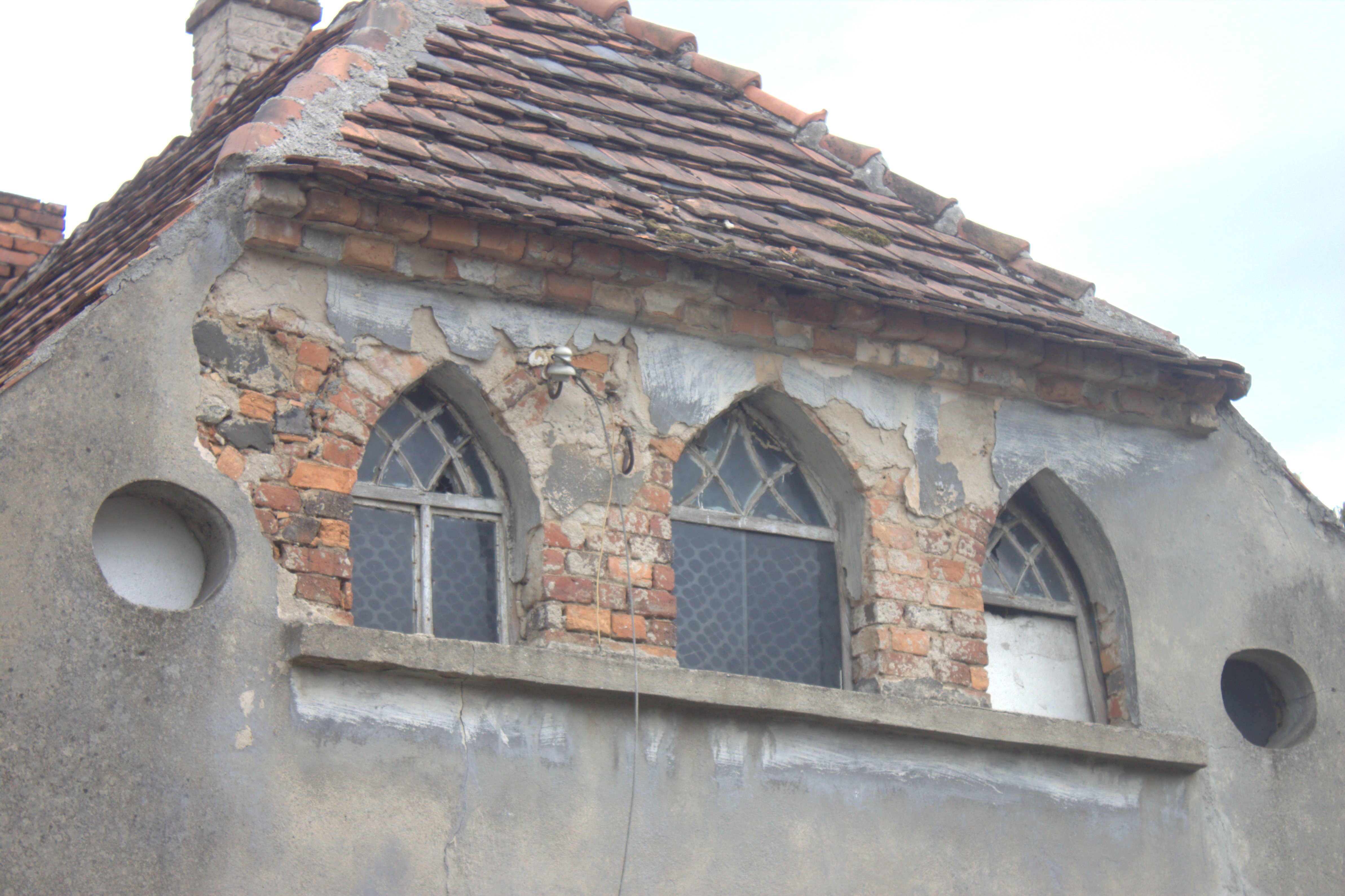
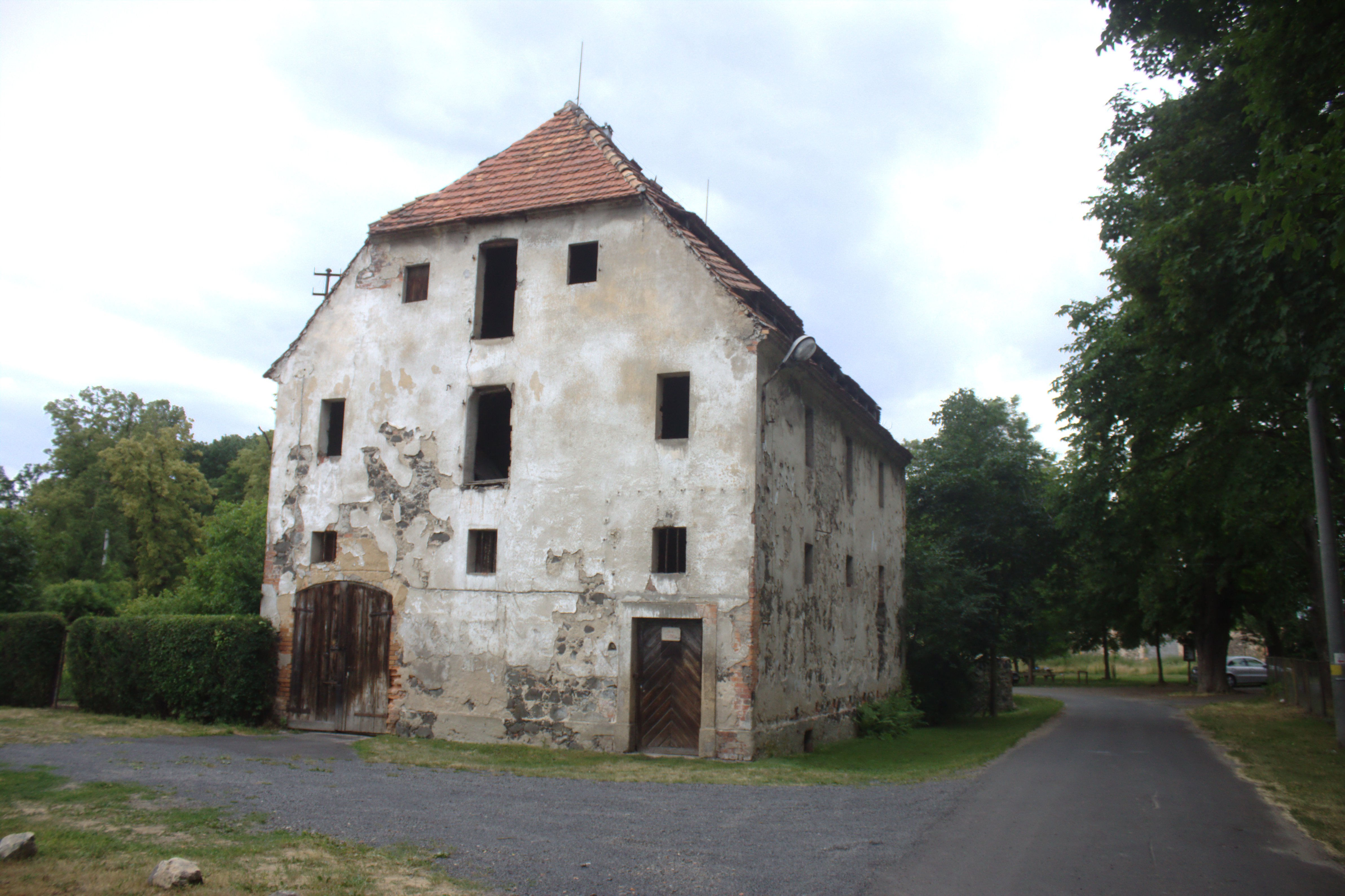
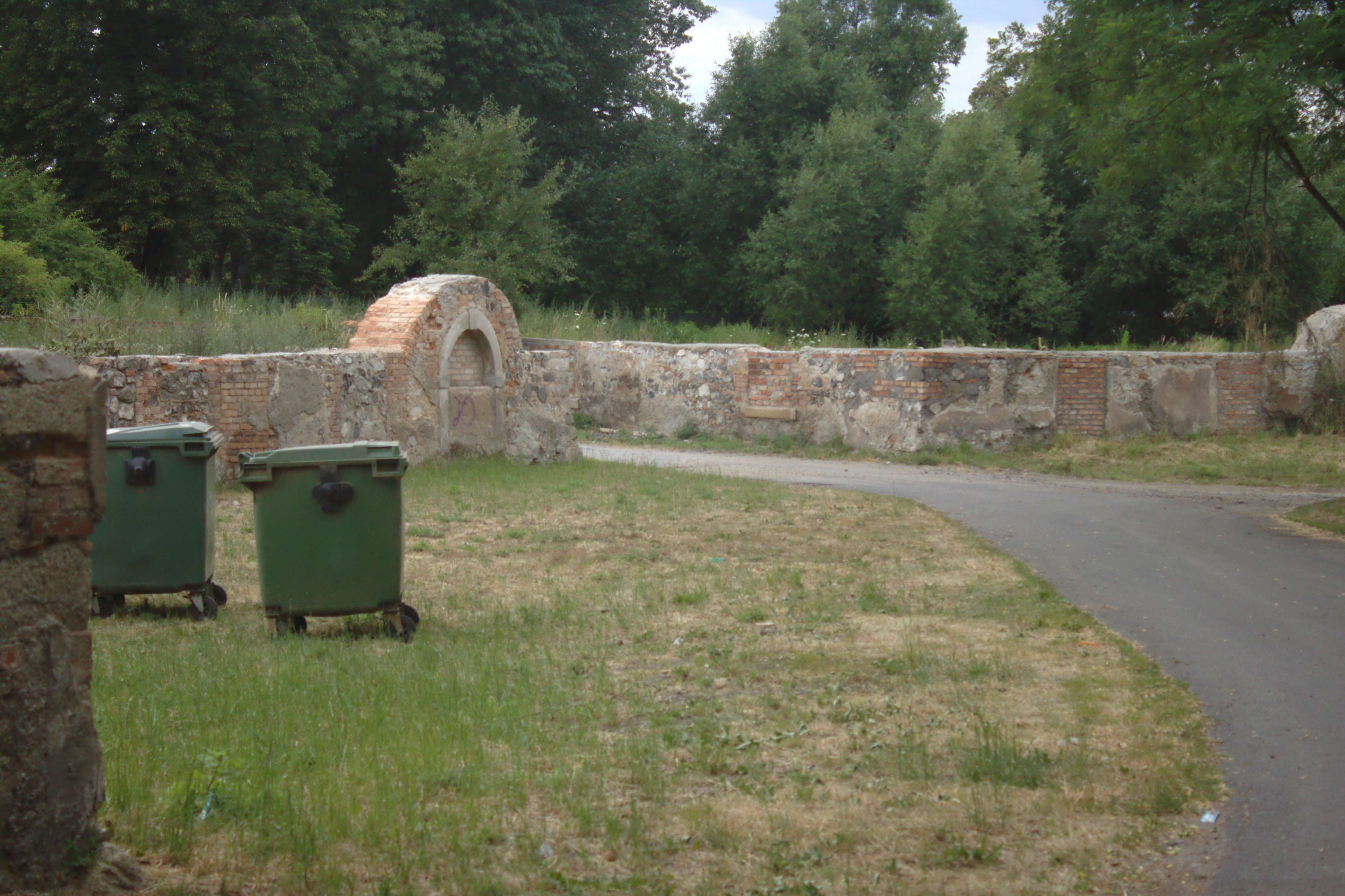
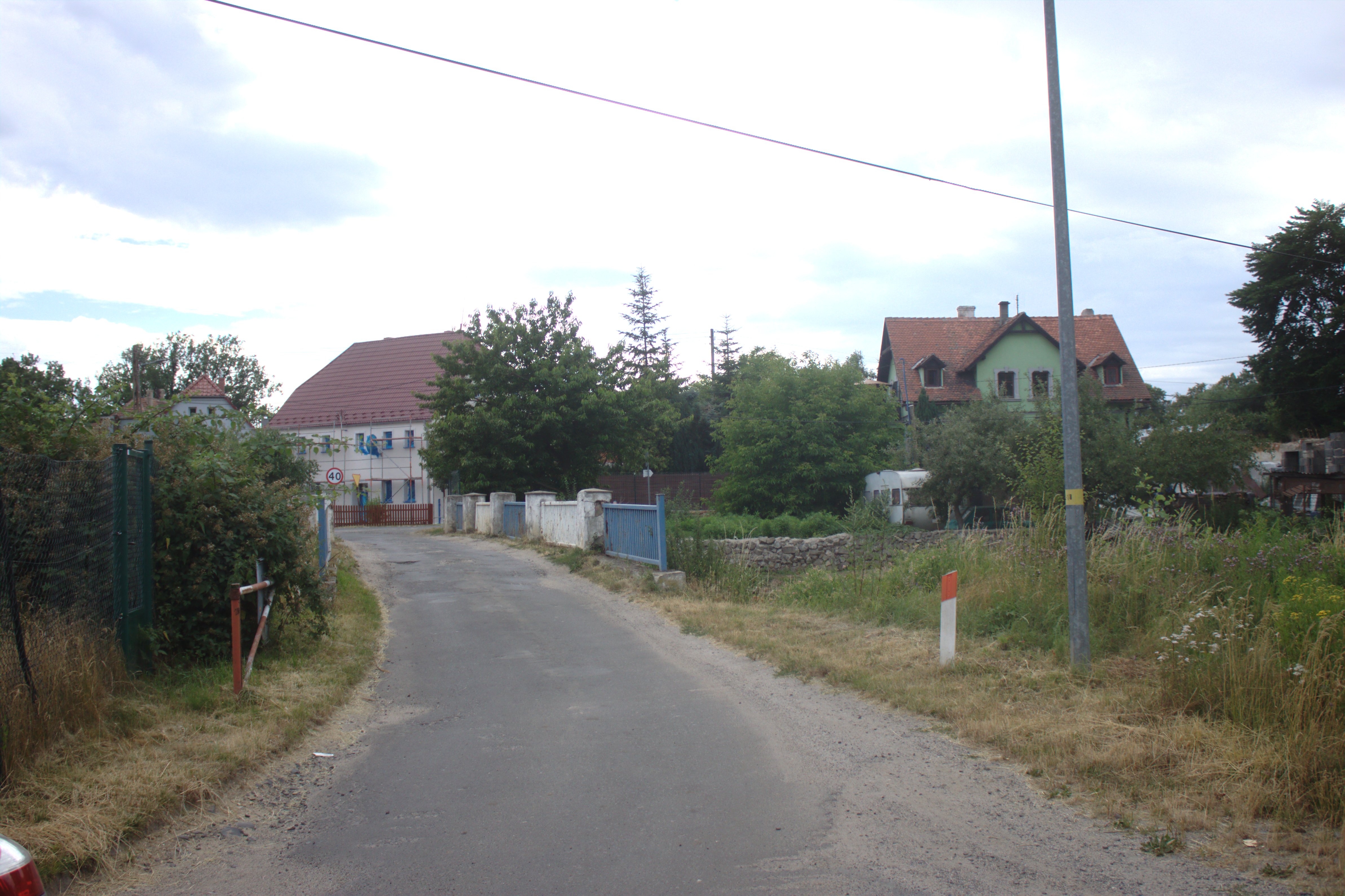